# Шевченко Олексій Володимирович
Олексі́й Володи́мирович Шевче́нко (нар. 12 лютого 1988, с. Левків, Житомирський район, Житомирська область, Українська РСР — пом. 19 червня 2014, смт Ямпіль, Лиманський район, Донецька область, Україна) — український міліціонер-спецпризначенець, десантник-розвідник, старший солдат Збройних сил України, учасник російсько-української війни.

## Життєпис
Народився 1988 року в селі Левків Житомирського району Житомирської області. 2004 року закінчив загальноосвітню школу села Левків. У шкільні роки брав участь у предметних олімпіадах, був лісничим шкільного лісництва. Здобув фах «Молодший спеціаліст — юрист» у Житомирському національному агроекологічному університеті. З дитинства прагнув бути військовиком, але на контрактну службу його не взяли за станом здоров'я. 2007 року був призваний на строкову військову службу.
Після армії служив у спеціальному підрозділі судової міліції «Грифон» при Головному управлінні Міністерства внутрішніх справ України. Закінчив школу міліції. Заочно навчався в Національній юридичній академії України імені Ярослава Мудрого (Харків), яку закінчив 2011 року. Займався спортом, їздив від спецпідрозділу на змагання всеукраїнського рівня, грав у футбольній команді «Енергія» с. Гадзинка, неодноразово ставав призером обласних змагань з армреслінгу серед представників силових структур. Разом із братом організував тренажерний зал і безплатно тренував молодь. Зібрав сільську команду Левкова з волейболу, яка теж брала участь у змаганнях, серед яких — на краще спортивне село України.
У листопаді 2013, під час Революції Гідності, підрозділ Олексія дістав наказ про направлення для участі в силовому розгоні мирної демонстрації в Києві. Олексій відмовився брати участь у цій операції, і в грудні подав рапорт про звільнення.
У лютому 2014 вступив на військову службу за контрактом, — розвідник-кулеметник розвідувального взводу розвідувальної роти 95-ї окремої аеромобільної бригади, в/ч А0281, м. Житомир.
З березня 2014 року служив у Херсонській області на адміністративному кордоні з окупованим Кримом, з квітня брав участь в антитерористичній операції на сході України.
19 червня о 4:00 почалась військова операція, метою якої було висування в глибину території, знищення укріплень бойовиків у районі смт Ямпіль та визволення населених пунктів. З Лиману вирушили десантники 25-ї аеромобільної бригади і розвідники 95-ї аеромобільної бригади, які мали завдання взяти штурмом укріплений блокпост «Марс» російсько-терористичних угруповань, провести «зачистку» в передмісті Ямполя, захопити й утримувати ключові точки, зокрема міст через Сіверський Донець. На світанку сили зведеного штурмового загону десантників вийшли виконувати завдання за підтримки артилерії. Перший штурм був невдалим, — десантники потрапили у засідку. Загинув начштабу дивізіону 25-ї бригади Андрій Клочко і ще п'ятеро десантників з 25-ї. У підбитому з гранатомета БТРі загинув командир розвідгрупи 95-ї бригади капітан Олексій Крементар. Загинув у бою старший солдат Олексій Шевченко, його тіло знайшли 20 червня. На допомогу вилетіла пара Су-25. Спільними зусиллями блокпост здобули.
Визволення населених пунктів Лиманського району (на той час — Краснолиманський район) і взяття під контроль мосту дозволило перекрити останній шлях постачання зброї та боєприпасів до угруповання російського терориста Гіркіна («Стрєлка») у Слов'янськ.
23 червня похований на кладовищі рідного села Левків Житомирського району.
Залишились батьки Валентина Леонідівна та Володимир Дмитрович і молодший брат Ярослав.

## Нагороди та звання
- 14 серпня 2014 року — за особисту мужність і героїзм, виявлені у захисті державного суверенітету та територіальної цілісності України, відзначений — нагороджений орденом «За мужність» III ступеня (посмертно)[7]
- Присвоєне почесне звання «Честь і слава Житомирського району» (посмертно)
- Нагороджено медаллю ВГО «Країна» «За визволення Слов'янська» (посмертно).

## Вшанування пам'яті
У травні 2015 в центрі села Левків встановили меморіальну дошку полеглим у зоні АТО односельцям Олексію Шевченку, Олександру Книшу та Олександру Шахраю.
19 червня 2016 на перехресті доріг смт Ямпіль — с. Озерне (колишня Іллічівка) — с. Закітне відкрито пам'ятний знак загиблим українським воїнам — визволителям населених пунктів Лиманщини від російсько-терористичних збройних формувань. Серед них імена двох полеглих десантників 95-ї бригади.